# Zsolt Láng
Dans le nom hongrois Láng Zsolt, le nom de famille précède le prénom, mais cet article utilise l’ordre habituel en français Zsolt Láng, où le prénom précède le nom.
Zsolt Láng, né le 4 avril 1973 à Budapest, est un homme politique hongrois, député-bourgmestre du 2e arrondissement de Budapest depuis 2010, membre du Fidesz-Union civique hongroise (Fidesz-Magyar Polgári Szövetség, Fidesz-MPSz).